# 안동 전주류씨 삼산종택
안동 전주류씨 삼산종택(安東 全州柳氏 三山宗宅)은 경상북도 안동시 예안면 주진리에 있는 건축물이다. 1982년 12월 1일 경상북도의 민속문화재 제36호로 지정되었다.

## 개요
삼산 류정원 선생의 종택으로 조선 영조 26년(1750)경에 지었다. 유정원(1702∼1761) 선생의 호는 삼산이며, 영조 때 이름난 신하로 형조참의, 대사간 등의 벼슬을 지낸 학자이다. 높은 인품과 학문으로 목민관으로서 높이 받들고 있는 분이다.
대문채, 안채, 사랑채 그리고 사당으로 구성되어 있는 집으로 안채와 사랑채가 전체적으로 ㅁ자형을 이루고 있다.
이 지방의 일반적인 주거형태를 갖추고 있는 건물이다.

## 세부 내역
| 번호   | 사진 | 명칭                | 소재지                        | 관리자 (단체) | 지정일               | 참조 |
| 36-1호 |      | 대문간채 (대문간채) | 경북 안동시 예안면 주진리 830 | 류목희        | 1982년 12월 1일 지정 |      |
| 36-2호 |      | 사랑채 (사랑채)     | 경북 안동시 예안면 주진리 830 | 류목희        | 1982년 12월 1일 지정 |      |
| 36-3호 |      | 안채 (안채)         | 경북 안동시 예안면 주진리 830 | 류목희        | 1982년 12월 1일 지정 |      |
| 36-4호 |      | 사당채 (사당채)     | 경북 안동시 예안면 주진리 830 | 류목희        | 1982년 12월 1일 지정 |      |

## 참고 자료
- 안동전주류씨삼산종택 - 국가유산청 국가유산포털